# Dopethrone
Dopethrone es el tercer álbum de estudio de la banda británica de doom metal Electric Wizard, publicado el 25 de septiembre del 2000 a través de Rise Above Records. Tras el lanzamiento y la realización de la gira de su anterior álbum, Come My Fanatics..., el propietario de la discográfica, Lee Dorrian, pidió al grupo que grabara un nuevo trabajo. El vocalista y guitarrista Jus Oborn declaró que el consumo de drogas y otros problemas personales llevaron a que la producción de Dopethrone fuera un «proceso difícil»; de hecho, a su llegada a los estudios Chuckalumba, el trío solo había compuesto tres canciones y durante los tres días de grabación los músicos discutieron sobre la mezcla y el sonido en general.
En cuanto a su estilo musical, los críticos lo calificaron como un álbum de géneros stoner rock y doom metal, mientras que, para las letras, Oborn utilizó como inspiración las obras literarias de H. P. Lovecraft y Robert E. Howard. Tras su publicación, el conjunto realizó una gira por el Reino Unido con Sons of Otis, seguida por otra por el resto de Europa y finalmente sus primeros conciertos en los Estados Unidos. El álbum recibió principalmente reseñas positivas de la crítica especializada y la revista Terrorizer llegó a considerarlo como el mejor trabajo de la década de los 2000.

## Trasfondo y producción

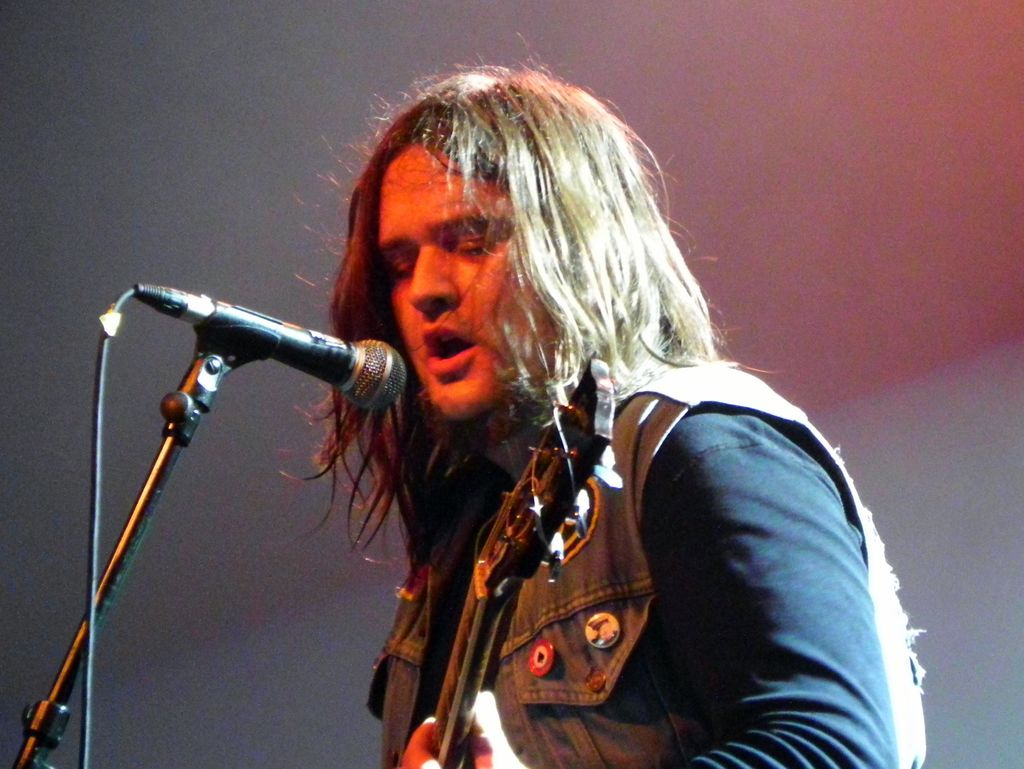
Jus Oborn confesó haber consumido drogas durante la grabación. En la imagen, el vocalista durante una actuación en 2011.

Tras la publicación de Come My Fanatics... (1997), Sean Palmerston de la revista Exclaim! declaró que Electric Wizard se volvió «prácticamente invisible». El vocalista y guitarrista Jus Oborn llegó a afirmar que su música «no es pop, donde hay presión comercial para entregar material nuevo todo el tiempo. Es metal underground donde, si tienes suerte, puedes vender una o dos copias»; aun así, llegó a sentirse presionado por Lee Dorrian, propietario de Rise Above Records, para que creara un nuevo álbum. Por otra parte, el músico declaró que, durante aquella época, los tres componentes de la banda tuvieron problemas derivados del consumo de drogas: él mismo fue detenido por prender fuego a un Reliant Robin, el batería Mark Greening tuvo un accidente con su motocicleta que le provocó la rotura de una clavícula y el bajista Tim Bagshaw fue arrestado por irrumpir en una licorería. Oborn tuvo la sensación de que las dificultades que experimentaron los miembros del grupo en aquellos años quedaron reflejadas en Dopetrone y que su creación fue «un proceso difícil que hizo que [la vida] fuera a peor».
El vocalista tuvo la impresión de que el trío prosperó gracias a realizar jam sessions, que llevaban a la creación de canciones. Antes de entrar en el estudio, el conjunto había compuesto únicamente tres temas: «Dopethrone», «Funeralopolis» y «We Hate You». Bagshaw apuntó que él escribió «gran parte del álbum», como «Vinum Sabbathi» en «solo dos minutos», así como «I, The Witchfinder» y «We Hate You». Por su parte, la banda creó la pieza central, titulada «Weird Tales», completamente en el estudio. La grabación tuvo lugar en los estudios Chuckalumba de Dorset (Reino Unido) entre mayo y junio de 2000; antes de grabar cada canción, Oborn aprovechaba para consumir cannabis y cocaína, mientras que Bagshaw dijo que el grupo «consumía grandes cantidades de marihuana y alcohol».
El vocalista recordó que las sesiones iniciales de grabación duraron unos tres o cuatro días y la mezcla llevó mucho más tiempo debido a las contradicciones entre los músicos, sumado al hecho de que él mismo tuvo discusiones con el productor Rolf Startin sobre cómo debería sonar el álbum. Por otra parte, la labor de Greening fue escuchar las ideas de Oborn y Bagshaw y tocar la batería sobre ellas.

## Música

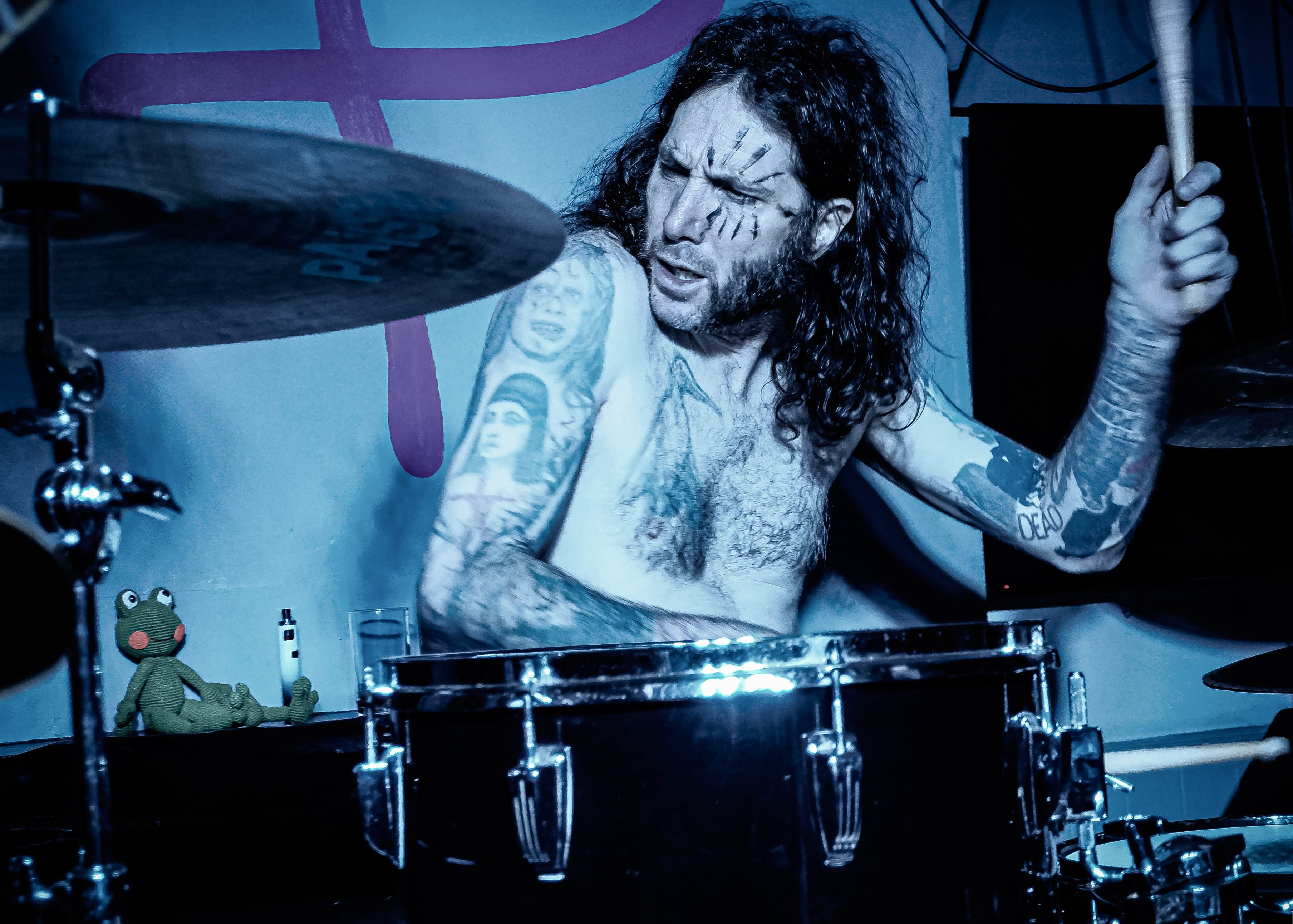
Mark Greening se arrepintió de su trabajo porque, en su opinión, la batería no sonaba «lo suficientemente fuerte».

Greg Kot, periodista del Chicago Tribune, apuntó que, a diferencia del stoner rock estadounidense que se inspiraba en el punk, el grunge y el heavy metal, la música de Dopethrone era más similar a la de Black Sabbath de comienzos de la década de 1970 y a Motörhead. Por su parte, Jim DeRogatis del The Chicago Sun señaló que su estilo era conocido como stoner rock en los Estados Unidos y como doom metal en el Reino Unido.
En 2007, Mark Greening habló sobre los álbumes de la banda en los que había trabajado y remarcó que «quería algo con una batería más ruidosa. Siempre me arrepentí de todos los lanzamientos de Electric Wizard porque la batería no suena lo suficientemente fuerte». Con respecto a Dopethrone, señaló que «no representaba el sonido que estaba tratando de emitir, como todos los trabajos de Electric Wizard». Oborn indicó que sus dos compañeros querían introducir elementos del hip hop y el sonido de Nirvana y recordó que Bagshaw «escuchaba a Linkin Park y mierdas así. Pura mierda. [...] Ellos querían poner turntablism o alguna mierda así en alguna canción y yo los habría matado».
Anthony Bartkewicz de la revista Decibel comentó que las letras de Oborn situaban a Dopethrone más en la línea del death o del black metal que las «del sentimiento de amor fraternal hippie» de Black Sabbath. De hecho, el vocalista destacó la influencia de H. P. Lovecraft y Robert E. Howard en su escritura, en especial la atmósfera del primero y la actitud hacia la sociedad y las diatribas contra la civilización del segundo. El músico describió la inspiración de la canción «Dopethrone» como una historia que había escuchado sobre alguien que tenía un sofá hecho completamente de cannabis, mientras que «We Hate You» estaba influenciada por Ozzy Osbourne, de quien dijo que «siempre hablaba de cuánto amaba a todos, así que pensamos que sería genial ir y hacer lo contrario».

## Lanzamiento y gira
Dopethrone salió a la venta el 25 de septiembre de 2000 a través de la discográfica Rise Above Records, mientras que en los Estados Unidos The Music Cartel lo publicó para venta por catálogo el 20 de noviembre, pero no llegaría a las tiendas estadounidenses hasta enero del año siguiente. El álbum fue reeditado en julio de 2004 e incluyó la pista adicional «Mind Transferal», que había aparecido originalmente en la edición japonesa, y una versión de diez minutos del tema «Dopethrone», en lugar de la original de veinte minutos de duración y que tomó por sorpresa a Oborn.
Tras su lanzamiento, Electric Wizard hizo una gira con Sons of Otis que comenzó en el Reino Unido el 27 de septiembre y continuaría por países del resto del continente europeo como Suiza, Alemania, Dinamarca, Suecia y los Países Bajos, entre otros; finalizó el 22 de octubre con un concierto en Bradford. Tras su conclusión, el grupo hizo su primera incursión en los Estados Unidos con una gira que dio comienzo el 4 de marzo de 2001 y concluyó el 8 de abril en el festival South by Southwest. Entre las otras agrupaciones que participaron en los conciertos estaban Warhorse, Bongzilla, Cathedral y Converge. El 7 de marzo, el trío fue registrado e interrogado por posesión de sustancias ilegales en Richmond (Virginia), aunque Erik Larson de Alabama Thunderpussy, que también actuaba ese día, pudo lograr que la policía retirara los cargos. Bagshaw comparó la gira estadounidense con la guerra de Vietnam, mientras que Oborn expresó su entusiasmo por poder tocar por los Estados Unidos y «alojarse en grandes hoteles [y] ser tratados como reyes», al tiempo que señaló que el grupo todavía discutía con frecuencia.

## Recepción
Tras su puesta a la venta, Dopethrone recibió principalmente reseñas positivas. Lorne Behrman, de la revista CMJ New Music Monthly, escribió que el álbum «es para verdaderos fanáticos del doom metal, personas que no piensan que son plagios de "Iron Man" cada vez que escuchan los riffs de una guitarra cromática desafinada». Sean Palmerston de Exclaim! lo calificó como «su mejor obra hasta el momento» y «el que podría ser el disco de doom más excesivo y ruidoso jamás realizado». Asimismo, proclamó que «tanto si la banda se da cuenta como si no, ha elevado el listón por el cual se juzgará la música stoner/doom». Greg Kot del Chicago Tribune consideró al trío como «uno de los conjuntos más leales de Inglaterra», encontró la voz de Oborn como «desenfrenadamente desmesurada» y cualificó la interacción del grupo «en una palabra: H-E-A-V-Y». George Smith de The Village Voice declaró que «es el equivalente doom metal de la ley de pureza de 1516, el estándar alemán de la cerveza pura: amargo y sulfúrico hasta el punto de resultar desagradable, pero frente a la cual todo lo demás parece acuoso». Mörat de Kerrang! relató que «es un deslizamiento de tierra auditivo» y sintió que «hay momentos en los que todo [su] fango psicodélico se prolonga como una nueva edad de hielo».
En una crítica retrospectiva, Eduardo Rivdavia de AllMusic remarcó que la agrupación había «elevado el listón de los logros del doom metal en el nuevo milenio: buena suerte para la competencia». Craig Hayes de PopMatters apuntó que «es, sin lugar a dudas, uno de los trabajos más pesados que jamás haya salido de Inglaterra y es uno de los mejores álbumes de metal, punto». Por otra parte, en 2007 Decibel lo situó como el segundo mejor álbum de stoner rock de todos los tiempos, solo por detrás de Master of Reality (1971) de Black Sabbath, mientras que la revista Terrorizer lo nombró el mejor disco de la década de los 2000 y el NME lo calificó como el trabajo de metal más pesado de todos los tiempos.

## Lista de canciones
Música compuesta por Electric Wizard. Letras escritas por Jus Oborn.
| N.º | Título                                                                     | Duración |  |
| 1.  | «Vinum Sabbathi»                                                           | 3:05     |  |
| 2.  | «Funeralopolis»                                                            | 8:43     |  |
| 3.  | «Weird Tales» I. «Electric Frost» II. «Golgotha» III. «Altar of Melektaus» | 15:05    |  |
| 4.  | «Barbarian»                                                                | 6:29     |  |
| 5.  | «I, The Witchfinder»                                                       | 11:04    |  |
| 6.  | «The Hills Have Eyes»                                                      | 0:46     |  |
| 7.  | «We Hate You»                                                              | 5:08     |  |
| 8.  | «Dopethrone»                                                               | 20:48    |  |

| Pista adicional de la edición japonesa y de las reediciones |                    |          |  |
| N.º                                                         | Título             | Duración |  |
| 9.                                                          | «Mind Transferral» | 14:54    |  |

Fuente: AllMusic y Decibel.

## Créditos
| Electric Wizard - Jus Oborn – guitarra, voz, efectos, diseño artístico - Tim Bagshaw – bajo, efectos - Mark Greening – batería | Producción - Rolf Startin – producción, mezcla - John Stephens – asistencia de producción - Doug Shearer – masterización - Hugh Gilmour – diseño artístico, fotografía - Tom Bagshaw – portada |

Fuente: Libreto de Dopethrone.